# Olympia Bover
Olympia Bover Hidiroglu (Barcelona, 1958) es una economista española. Ocupa el cargo de directora del Departamento de Análisis Estructural y Estudios Microeconómicos del Banco de España. Junto con Manuel Arellano publicó en 1995 Another look at the instrumental variable estimation of error-component models. RePEc lista el artículo como el octavo artículo más citado en economía. Fue galardonada en 2023 con Premio Rey Jaime I de Economía.

## Biografía
Se licenció en Ciencias Económicas por la Universidad de Barcelona en 1981. En 1983 obtiene un máster (Ms. C.) en Econometría y Matemática aplicada a la Economía por al London School of Economics (LSE). Fue estudiante de investigación en el Nuffield College de Oxford y posteriormente en el LSE. Se doctoró en Economía por la misma universidad en 1987 con una tesis titulada Intertemporal Labour Supply Decisions: Structural Models Estimated from US Panel Data (supervisada por Stephen Nickell y Anthony Atkinson). En 1991 comienza a trabajar como economista titulada en el Banco de España, donde ocupará diversos cargos. Desde 2018 es la directora del Departamento de Análisis Estructural y Estudios Microeconómicos. Desde 1997 es International Research Fellow en el Institute for Fiscal Studies de Londres.
Su campo de investigación se centra en los mercados de vivienda y trabajo, finanzas domésticas y comportamiento del consumidor. También ha elaborado varias encuestas, como la Encuesta Financiera de las Familias o la Encuesta de Competencias Financieras, desarrolladas a lo largo de varias décadas.
De acuerdo con el proyecto Research Papers in Economics (RePEc/IDEAS), a fecha de febrero de 2019, se sitúa en el «Top 5 %» del ranking mundial de autores de investigaciones en Economía.
Una de sus obras más citadas es Another Look at the Instrumental-Variable Estimation of Error-Component Models, escrita con Manuel Arellano y publicada en el Journal of Econometrics en 1995.